# Torneo Clausura 2023 (Guatemala)
El Torneo Clausura 2023 fue el 48.º torneo corto del fútbol guatemalteco, dará finalización a la temporada 2022−23 de la Liga Nacional de Fútbol de Guatemala.
Tras la reforma a las competencias de clubes de Concacaf, el ganador de este torneo, Xelajú MC se convirtió en el segundo equipo guatemalteco en clasificarse a la Copa Centroamericana de Concacaf 2023. 
Desde esta edición, y hasta el final del Torneo Apertura 2025, el torneo será conocido como Liga Guate Banrural.

## Sistema de competición
Para esta edición, se continuará con el formato habitual de un grupo único de 12 equipos que jugarán 22 partidos en cuatro meses y medio para definir a ocho clasificados a cuartos de final.
El torneo se divide en dos partes:
- Fase de clasificación: Formado por los 132 partidos en las 22 jornadas disputadas.
- Fase final: Reclasificación a semifinales, semifinales y final

### Fase de clasificación
Los 12 equipos participantes jugarán una ronda clasificatoria de todos contra todos en visita recíproca, terminando en 22 fechas de 6 partidos cada una, para un total de 132 partidos clasificatorios. Se utiliza un sistema de puntos, que se presenta así:
- Por victoria, se obtendrán 3 puntos.
- Por empate, se obtendrá 1 punto.
- Por derrota no se obtendrán puntos.

Los partidos que conformen cada fecha, así como el orden de estos serán definidos por sorteo antes de comenzar la competición.
Al finalizar las 22 jornadas, la tabla se ordenará con base en los clubes que hayan obtenido la mayoría de puntos, en caso de empates, se toman los siguientes criterios:
1. Puntos
2. Puntos obtenidos entre los equipos empatados
3. Diferencial de goles
4. Goles anotados
5. Goles anotados en condición visitante.

### Fase final
Al finalizar las 22 fechas totales, los primeros 8 equipos de la tabla general clasifican a la fase final.
Los ocho clubes calificados para esta fase del torneo serán reubicados de acuerdo con el lugar que ocupen en la tabla General al término de la fecha 22, con el puesto del número uno al club mejor clasificado, y así hasta el número 8. Los partidos a esta fase se desarrollarán a visita, en las siguientes etapas:
- Cuartos de final
- Semifinales
- Final

Los partidos de cuartos de final se jugarán de la siguiente manera:
2.º vs 7.º
3.º vs 6.º
4.º vs 5.º
En las semifinales participarán los cuatro clubes vencedores de cuartos de final, reubicándolos del uno al cuatro, de acuerdo a su mejor posición en la tabla General de clasificación al término de la jornada 22 del torneo correspondiente, enfrentándose:
2.º vs 3.º
Finalmente, en la final se enfrentan los dos vencedores de las rondas semifinales. El ganador de la serie final será el campeón de liga.

## Equipos participantes

### Información
| Equipo           | Entrenador               | Ciudad                    | Estadio                   | Capacidad | Fundación      | Patrocinadores | Kit          |
| ---------------- | ------------------------ | ------------------------- | ------------------------- | --------- | -------------- | --- | ------------ |
| Achuapa          | Raúl Arias               | El Progreso               | Winston Pineda            | 6,000     | 1932 (93 años) | Ver lista MUNI El Progreso Banrural                                                                                  | NS Sport     |
| Antigua GFC      | Ramiro Cepeda            | Antigua Guatemala         | Pensativo                 | 10,000    | 1959 (66 años) | Ver lista Municipalidad AG Betcris Bantrab Glucosoral                                                                | Joma         |
| Cobán Imperial   | César Eduardo Méndez     | Cobán                     | José Ángel Rossi          | 7,000     | 1936 (89 años) | Ver lista Municipalidad Cobán Domino's Pizza Bantrab Pepsi Mayafert Betcris Alutech                                  | MG Sports    |
| Comunicaciones   | Willy Coito Olivera      | Ciudad de Guatemala       | Doroteo Guamuch Flores    | 27,000    | 1949 (76 años) | Ver lista Z Gas Banrural Gana 777                                                                                    | Kelme        |
| Guastatoya       | Mario Acevedo            | Guastatoya                | David Cordón Hichos       | 3,100     | 2010 (15 años) | Ver lista Top 1 Oil Banrural MUNI Guastatoya SISTECOM                                                                | Guza−Sport   |
| Iztapa           | Pablo Garabello          | Iztapa                    | El Morón                  | 4,800     | 2001 (24 años) | Ver lista Z Gas Banrural StarBus                                                                                     | Tuto Sport   |
| Malacateco       | Adrián García Arias      | Malacatán                 | Santa Lucía               | 5,500     | 1962 (62 años) | Ver lista ACREDICOM Farmacias Batres Grupo Santa Lucía StarBus MUNI Malacatán Banrural Betcris                       | Silver Sport |
| Mixco            | Fabricio Benítez         | Mixco                     | Santo Domingo             | 5,200     | 1964 (58 años) | Ver lista Top 1 Oil Z Gas MUNI Mixco Banrural                                                                        | JM12         |
| Municipal        | José Saturnino Cardozo   | Ciudad de Guatemala       | El Trébol                 | 7,500     | 1936 (89 años) | Ver lista Z Gas Banrural Betcris                                                                                     | Umbro        |
| Santa Lucía      | Rónald Gómez             | Santa Lucía Cotzumalguapa | Santa Lucía Cotzumalguapa | 9,000     | 2011 (14 años) | Ver lista Domino's Pizza TAG Airlines Municipalidad SLC Agrícola Sevares Bantrab SISTECOM Tropigas                   | Silver Sport |
| Xelajú MC        | Marvin Amarini Villatoro | Quetzaltenango            | Mario Camposeco           | 12,500    | 1942 (83 años) | Ver lista Betcris Banrural Pepsi Elektra                                                                             | MR           |
| Xinabajul Huehue | Pablo Centrone           | Huehuetenango             | Los Cuchumatanes          | 5,433     | 1980 (42 años) | Ver lista Muni Huehue Clínica Integral SIV EOM Banrural Power Gym Cristóbal Colón Distribuidora Karen FFACSA StarBus | Orion        |

### Cambios de entrenadores
| Equipo         | Entrenador saliente | Fecha de vacante | Tipo de salida       | Pos. | Entrenador entrante  | Fecha de nombramiento |
| -------------- | ------------------- | ---------------- | -------------------- | ---- | -------------------- | --------------------- |
| Achuapa        | Ramón Maradiaga     | 3 de febrero     | Recisión de contrato | 12.º | Hamilton López       | 3 de febrero          |
| Achuapa        | Hamilton López      | 7 de febrero     | Fin del interinato   | 12.º | Raúl Arias           | 7 de febrero          |
| Iztapa         | Milton García       | 20 de febrero    | Recisión de contrato | 8.º  | Pablo Garabello      | 22 de febrero         |
| Cobán Imperial | Roberto Montoya     | 13 de febrero    | Recisión de contrato | 12.º | César Eduardo Méndez | 16 de marzo           |
| Malacateco     | Adrián García Arias | 10 de abril      | Recisión de contrato | 11.º | Walter Claverí       | 11 de abril           |
| Achuapa        | Raúl Arias          | 17 de abril      | Renuncia             | 8.º  | Hamilton López       | 17 de abril           |

### Equipos por departamento
| Departamento   | N.º | Equipos                                     |
| -------------- | --- | ------------------------------------------- |
| Guatemala      | 3   | Comunicaciones, Municipal y Deportivo Mixco |
| Escuintla      | 2   | Santa Lucía Cotzumalguapa e Iztapa          |
| El Progreso    | 1   | Guastatoya                                  |
| San Marcos     | 1   | Malacateco                                  |
| Alta Verapaz   | 1   | Cobán Imperial                              |
| Huehuetenango  | 1   | CSD Xinabajul−Huehue                        |
| Quetzaltenango | 1   | Xelajú                                      |
| Sacatepéquez   | 1   | Antigua                                     |
| Jutiapa        | 1   | Achuapa                                     |

## Fase de clasificación

### Tabla general
En negrita los equipos clasificados a la fase final. En cursiva los eliminados
| Pos. | Equipo                    | Pts. | PJ | G  | E | P  | GF | GC | Dif. | Clasificación |
| ---- | ------------------------- | ---- | -- | -- | - | -- | -- | -- | ---- | ------------- |
| 1    | Comunicaciones            | 45   | 22 | 12 | 9 | 1  | 37 | 16 | +21  | Fase final    |
| 2    | Municipal                 | 43   | 22 | 13 | 4 | 5  | 44 | 21 | +23  | Fase final    |
| 3    | Xelajú MC                 | 43   | 22 | 12 | 7 | 3  | 29 | 8  | +21  | Fase final    |
| 4    | Xinabajul Huehue          | 31   | 22 | 8  | 7 | 7  | 27 | 29 | −2   | Fase final    |
| 5    | Guastatoya                | 29   | 22 | 7  | 8 | 7  | 28 | 22 | +6   | Fase final    |
| 6    | Deportivo Mixco           | 29   | 22 | 7  | 8 | 7  | 23 | 22 | +1   | Fase final    |
| 7    | Antigua GFC               | 29   | 22 | 8  | 5 | 9  | 33 | 37 | −4   | Fase final    |
| 8    | Achuapa                   | 26   | 22 | 7  | 5 | 10 | 24 | 44 | −20  | Fase final    |
| 9    | Cobán Imperial            | 25   | 22 | 6  | 7 | 9  | 16 | 17 | −1   |               |
| 10   | Iztapa                    | 20   | 22 | 5  | 5 | 12 | 30 | 49 | −19  |               |
| 11   | Malacateco                | 19   | 22 | 4  | 7 | 11 | 24 | 33 | −9   |               |
| 12   | Santa Lucía Cotzumalguapa | 19   | 22 | 5  | 4 | 13 | 14 | 30 | −16  |               |

Actualizado a los partidos jugados el 7 de mayo de 2023.
 Fuente: Página oficial
Criterios de clasificación: Puntos · Diferencia de goles · Goles a favor · Enfrentamiento directo

### Tabla de resultados
| Local \ Visitante         | ACH | ANT | COB | COM | GST | IZT | MAL | MIX | MUN | SLC | XEL | XIN |
| ------------------------- | --- | --- | --- | --- | --- | --- | --- | --- | --- | --- | --- | --- |
| Achuapa                   |     | 0–0 | 0–0 | 0–2 | 3–2 | 5–3 | 4–3 | 1–0 | 0–1 | 1–0 | 0–1 | 4–2 |
| Antigua GFC               | 6–1 |     | 1–1 | 1–2 | 3–1 | 5–2 | 0–1 | 2–1 | 2–1 | 1–1 | 1–3 | 1–3 |
| Cobán Imperial            | 1–2 | 1–2 |     | 1–1 | 0–0 | 2–0 | 2–0 | 0–1 | 0–2 | 1–0 | 0–1 | 1–1 |
| Comunicaciones            | 0–0 | 4–0 | 1–0 |     | 2–0 | 4–2 | 2–2 | 1–0 | 1–0 | 3–1 | 0–0 | 0–0 |
| Guastatoya                | 3–0 | 3–1 | 0–0 | 1–1 |     | 1–1 | 4–0 | 3–0 | 2–1 | 1–0 | 0–3 | 4–1 |
| Iztapa                    | 4–0 | 2–1 | 0–3 | 1–5 | 1–1 |     | 2–2 | 3–1 | 2–2 | 1–0 | 1–1 | 1–2 |
| Malacateco                | 0–0 | 1–2 | 0–1 | 1–2 | 0–0 | 1–0 |     | 1–1 | 2–2 | 3–0 | 1–1 | 3–0 |
| Deportivo Mixco           | 3–0 | 1–2 | 1–0 | 0–0 | 1–1 | 4–2 | 1–0 |     | 3–1 | 1–0 | 0–1 | 2–2 |
| Municipal                 | 5–1 | 4–0 | 1–0 | 3–3 | 1–0 | 4–0 | 2–1 | 2–2 |     | 2–0 | 1–0 | 3–0 |
| Santa Lucía Cotzumalguapa | 1–0 | 1–1 | 2–0 | 0–0 | 2–1 | 1–2 | 2–1 | 0–0 | 0–4 |     | 1–0 | 0–1 |
| Xelajú MC                 | 6–1 | 0–0 | 1–1 | 1–2 | 0–0 | 3–0 | 2–1 | 0–0 | 1–0 | 1–0 |     | 0–0 |
| Xinabajul Huehue          | 1–1 | 3–1 | 0–1 | 2–1 | 1–0 | 1–0 | 1–1 | 0–0 | 1–2 | 5–2 | 0–1 |     |

### Evolución de la clasificación
| Equipo           | 1  | 2  | 3  | 4  | 5  | 6  | 7  | 8  | 9  | 10 | 11 | 12     | 13     | 14     | 15     | 16     | 17     | 18     | 19     | 20     | 21     | 22 |
| ---------------- | -- | -- | -- | -- | -- | -- | -- | -- | -- | -- | -- | ------ | ------ | ------ | ------ | ------ | ------ | ------ | ------ | ------ | ------ | -- |
| Achuapa          | 5  | 12 | 12 | 12 | 12 | 12 | 12 | 12 | 12 | 11 | 12 | 10     | 9      | 9      | 9      | 9      | 11     | 8      | 8      | 8      | 8      | 8  |
| Antigua GFC      | 10 | 6  | 3  | 5  | 6  | 7  | 10 | 6  | 6  | 5  | 7  | 8(−1)  | 8(−2)  | 8(−3)  | 8(−2)  | 7(−2)  | 7(−2)  | 7(−1)  | 7(−1)  | 7(−1)  | 5      | 7  |
| Cobán Imperial   | 6  | 11 | 11 | 11 | 11 | 10 | 11 | 11 | 11 | 12 | 11 | 12     | 12(−1) | 12(−2) | 12(−2) | 12(−2) | 8(−2)  | 9(−1)  | 9(−1)  | 9(−1)  | 9(−1)  | 9  |
| Comunicaciones   | 7  | 1  | 1  | 1  | 2  | 2  | 2  | 2  | 2  | 3  | 3  | 3      | 3(−1)  | 4(−2)  | 4(−2)  | 2(−2)  | 2(−2)  | 2(−1)  | 2(−1)  | 2(−1)  | 1(−1)  | 1  |
| Guastatoya       | 2  | 7  | 4  | 4  | 4  | 4  | 3  | 3  | 3  | 2  | 2  | 2(−1)  | 2(−1)  | 2(−1)  | 2(−1)  | 3(−1)  | 3(−1)  | 4      | 5      | 4      | 4      | 5  |
| Iztapa           | 1  | 9  | 7  | 9  | 10 | 11 | 8  | 10 | 10 | 7  | 6  | 7      | 6      | 7(−1)  | 7(−1)  | 8(−1)  | 9(−1)  | 11(−1) | 11(−1) | 12(−1) | 10(−1) | 10 |
| Malacateco       | 3  | 8  | 10 | 6  | 5  | 6  | 7  | 7  | 8  | 9  | 10 | 11(−1) | 11(−2) | 10(−2) | 11(−2) | 10(−2) | 12(−2) | 10(−1) | 12(−1) | 10(−1) | 11     | 11 |
| Mixco            | 12 | 4  | 8  | 8  | 9  | 9  | 6  | 8  | 9  | 10 | 8  | 6      | 7      | 5      | 5      | 5      | 5      | 5      | 6      | 6      | 6      | 6  |
| Municipal        | 9  | 5  | 6  | 7  | 8  | 5  | 4  | 4  | 4  | 4  | 4  | 5(−1)  | 5(−2)  | 6(−2)  | 6(−3)  | 6(−3)  | 6(−3)  | 3(−2)  | 3(−2)  | 3(−2)  | 2(−1)  | 2  |
| Santa Lucía      | 4  | 10 | 9  | 10 | 7  | 8  | 9  | 9  | 7  | 8  | 9  | 9      | 10(−1) | 11(−1) | 10(−1) | 11(−1) | 10(−1) | 12(−1) | 10(−1) | 11(−1) | 12     | 12 |
| Xelajú MC        | 11 | 3  | 5  | 3  | 1  | 1  | 1  | 1  | 1  | 1  | 1  | 1      | 1      | 1      | 1      | 1      | 1      | 1      | 1      | 1      | 3      | 3  |
| Xinabajul Huehue | 8  | 2  | 2  | 2  | 3  | 3  | 5  | 5  | 5  | 6  | 5  | 4      | 4      | 3      | 3      | 4      | 4      | 6      | 4      | 5      | 7      | 4  |

## Fechas
| Fecha 1                                                                   | Fecha 1   | Fecha 1          | Fecha 1             | Fecha 1     | Fecha 1 | Fecha 1          | Fecha 1    | Fecha 1   |
| Local                                                                     | Resultado | Visitante        | Estadio             | Fecha       | Hora    | Árbitro          | Amonestado | Expulsado |
| ------------------------------------------------------------------------- | --------- | ---------------- | ------------------- | ----------- | ------- | ---------------- | ---------- | --------- |
| Santa Lucía                                                               | 1−0       | Xelajú MC        | Cotzumalguapa       | 21 de enero | 11:00   | Wildomar Ramírez | 4          | 1         |
| Antigua GFC                                                               | 0−1       | Malacateco       | Pensativo           | 21 de enero | 20:00   | Edras Cardoza    | 5          | −         |
| Guastatoya                                                                | 2−1       | Municipal        | David Cordón Hichos | 22 de enero | 11:00   | Orlando Alvarado | 3          | −         |
| Iztapa                                                                    | 3−1       | Mixco            | El Morón            | 22 de enero | 12:00   | Astrid Gramajo   | 3          | .         |
| Achuapa                                                                   | 0−0       | Cobán Imperial   | El Cóndor           | 22 de enero | 15:00   | Mario Noriega    | 6          | −         |
| Comunicaciones                                                            | 0−0       | Xinabajul Huehue | Nacional            | 22 de enero | 18:00   | Stib Morales     | 9          | −         |
| Goles: 9 (1.5 por partido) \| Tarjetas amarillas: 30 \| Tarjetas rojas: 1 |           |                  |                     |             |         |                  |            |           |

| Fecha 2                                                                    | Fecha 2   | Fecha 2        | Fecha 2                 | Fecha 2     | Fecha 2 | Fecha 2           | Fecha 2    | Fecha 2   |
| Local                                                                      | Resultado | Visitante      | Estadio                 | Fecha       | Hora    | Árbitro           | Amonestado | Expulsado |
| -------------------------------------------------------------------------- | --------- | -------------- | ----------------------- | ----------- | ------- | ----------------- | ---------- | --------- |
| Municipal                                                                  | 2−0       | Santa Lucía    | El Trébol               | 28 de enero | 15:00   | Bryan Fernández   | 5          | −         |
| Cobán Imperial                                                             | 1−2       | Antigua GFC    | Verapaz                 | 28 de enero | 15:30   | Cristhofer Corado | 3          | −         |
| Mixco                                                                      | 3−0       | Achuapa        | Santo Domingo de Guzmán | 28 de enero | 16:00   | Julio Luna        | 2          | −         |
| Xelajú MC                                                                  | 3−0       | Iztapa         | Mario Camposeco         | 28 de enero | 20:00   | Kevin Cacao       | 3          | −         |
| Malacateco                                                                 | 1−2       | Comunicaciones | Santa Lucía             | 29 de enero | 12:00   | Ignacio Fuentes   | 5          | 2         |
| Xinabajul Huehue                                                           | 1−0       | Guastatoya     | Los Cuchumatanes        | 29 de enero | 17:00   | Erick Orozco      | 10         | 1         |
| Goles: 15 (2.5 por partido) \| Tarjetas amarillas: 28 \| Tarjetas rojas: 3 |           |                |                         |             |         |                   |            |           |

| Fecha 3                                                                  | Fecha 3   | Fecha 3          | Fecha 3                 | Fecha 3      | Fecha 3 | Fecha 3            | Fecha 3    | Fecha 3   |
| Local                                                                    | Resultado | Visitante        | Estadio                 | Fecha        | Hora    | Árbitro            | Amonestado | Expulsado |
| ------------------------------------------------------------------------ | --------- | ---------------- | ----------------------- | ------------ | ------- | ------------------ | ---------- | --------- |
| Guastatoya                                                               | 4−0       | Malacateco       | David Cordón Hichos     | 1 de febrero | 11:00   | Julio Luna         | 5          | −         |
| Santa Lucía                                                              | 0−1       | Xinabajul Huehue | Cotzumalguapa           | 1 de febrero | 11:00   | Bryan López        | 1          | −         |
| Iztapa                                                                   | 2−2       | Municipal        | El Morón                | 1 de febrero | 12:00   | Walter López       | 5          | −         |
| Mixco                                                                    | 0−1       | Xelajú MC        | Santo Domingo de Guzmán | 1 de febrero | 16:00   | Armando Reyna      | 2          | −         |
| Antigua GFC                                                              | 6−1       | Achuapa          | Pensativo               | 1 de febrero | 17:00   | Mario Escobar Toca | 1          | −         |
| Comunicaciones                                                           | 1−0       | Cobán Imperial   | Nacional                | 1 de febrero | 19:00   | Erick Orozco       | 8          | −         |
| Goles: 18 (3 por partido) \| Tarjetas amarillas: 22 \| Tarjetas rojas: 0 |           |                  |                         |              |         |                    |            |           |

| Fecha 4                                                                  | Fecha 4   | Fecha 4        | Fecha 4          | Fecha 4      | Fecha 4 | Fecha 4            | Fecha 4    | Fecha 4   |
| Local                                                                    | Resultado | Visitante      | Estadio          | Fecha        | Hora    | Árbitro            | Amonestado | Expulsado |
| ------------------------------------------------------------------------ | --------- | -------------- | ---------------- | ------------ | ------- | ------------------ | ---------- | --------- |
| Municipal                                                                | 2−2       | Mixco          | El Trébol        | 4 de febrero | 15:00   | Erick Orozco       | 12         | 1         |
| Malacateco                                                               | 3−0       | Santa Lucía    | Santa Lucía      | 4 de febrero | 19:00   | Mario Escobar Toca | 2          | −         |
| Antigua GFC                                                              | 1−2       | Comunicaciones | Pensativo        | 4 de febrero | 20:00   | Walter López       | 12         | 2         |
| Achuapa                                                                  | 0−1       | Xelajú MC      | El Cóndor        | 5 de febrero | 15:00   | Bryan López        | 3          | −         |
| Cobán Imperial                                                           | 0−0       | Guastatoya     | Verapaz          | 5 de febrero | 15:30   | Armando Reyna      | 8          | 1         |
| Xinabajul Huehue                                                         | 1−0       | Iztapa         | Los Cuchumatanes | 5 de febrero | 17:30   | Cristhofer Corado  | 6          | 1         |
| Goles: 12 (2 por partido) \| Tarjetas amarillas: 43 \| Tarjetas rojas: 5 |           |                |                  |              |         |                    |            |           |

| Fecha 5                                                                    | Fecha 5   | Fecha 5          | Fecha 5                 | Fecha 5       | Fecha 5 | Fecha 5            | Fecha 5    | Fecha 5   |
| Local                                                                      | Resultado | Visitante        | Estadio                 | Fecha         | Hora    | Árbitro            | Amonestado | Expulsado |
| -------------------------------------------------------------------------- | --------- | ---------------- | ----------------------- | ------------- | ------- | ------------------ | ---------- | --------- |
| Comunicaciones                                                             | 0−0       | Achuapa          | Carlos Salazar Hijo     | 10 de febrero | 15:30   | Armando Reyna      | 2          | −         |
| Santa Lucía                                                                | 2−0       | Cobán Imperial   | Cotzumalguapa           | 11 de febrero | 11:00   | Walter López       | 6          | 1         |
| Guastatoya                                                                 | 3−1       | Antigua GFC      | David Cordón Hichos     | 11 de febrero | 14:00   | Bryan López        | 4          | −         |
| Mixco                                                                      | 2−2       | Xinabajul Huehue | Santo Domingo de Guzmán | 11 de febrero | 16:00   | Mario Escobar Toca | 7          | 1         |
| Xelajú MC                                                                  | 1−0       | Municipal        | Mario Camposeco         | 11 de febrero | 20:00   | Mario Noriega      | 5          | 3         |
| Iztapa                                                                     | 2−2       | Malacateco       | El Morón                | 12 de febrero | 11:00   | Wildomar Ramírez   | 5          | 1         |
| Goles: 15 (2.5 por partido) \| Tarjetas amarillas: 29 \| Tarjetas rojas: 6 |           |                  |                         |               |         |                    |            |           |

| Fecha 6                                                                     | Fecha 6   | Fecha 6     | Fecha 6             | Fecha 6       | Fecha 6 | Fecha 6            | Fecha 6    | Fecha 6   |
| Local                                                                       | Resultado | Visitante   | Estadio             | Fecha         | Hora    | Árbitro            | Amonestado | Expulsado |
| --------------------------------------------------------------------------- | --------- | ----------- | ------------------- | ------------- | ------- | ------------------ | ---------- | --------- |
| Antigua GFC                                                                 | 1−1       | Santa Lucía | Municipal de Tecpán | 15 de febrero | 12:00   | Stib Morales       | 5          | −         |
| Comunicaciones                                                              | 2−0       | Guastatoya  | Carlos Salazar Hijo | 15 de febrero | 15:30   | Wildomar Ramírez   | 3          | −         |
| Cobán Imperial                                                              | 2−0       | Iztapa      | Verapaz             | 15 de febrero | 15:30   | Bryan López        | 3          | −         |
| Xinabajul Huehue                                                            | 0−1       | Xelajú MC   | Los Cuchumatanes    | 15 de febrero | 17:30   | Armando Reyna      | 6          | −         |
| Achuapa                                                                     | 0−1       | Municipal   | El Cóndor           | 15 de febrero | 19:00   | Mario Escobar Toca | 6          | −         |
| Malacateco                                                                  | 1−1       | Mixco       | Santa Lucía         | 15 de febrero | 19:00   | Walter López       | −          | 1         |
| Goles: 10 (1.66 por partido) \| Tarjetas amarillas: 23 \| Tarjetas rojas: 1 |           |             |                     |               |         |                    |            |           |

| Fecha 7                                                                     | Fecha 7   | Fecha 7          | Fecha 7                 | Fecha 7       | Fecha 7 | Fecha 7            | Fecha 7    | Fecha 7   |
| Local                                                                       | Resultado | Visitante        | Estadio                 | Fecha         | Hora    | Árbitro            | Amonestado | Expulsado |
| --------------------------------------------------------------------------- | --------- | ---------------- | ----------------------- | ------------- | ------- | ------------------ | ---------- | --------- |
| Santa Lucía                                                                 | 0−0       | Comunicaciones   | Cotzumalguapa           | 18 de febrero | 11:00   | Cristhofer Corado  | 6          | −         |
| Municipal                                                                   | 3−0       | Xinabajul Huehue | El Trébol               | 18 de febrero | 15:00   | Wildomar Ramírez   | 6          | −         |
| Mixco                                                                       | 1−0       | Cobán Imperial   | Santo Domingo de Guzmán | 18 de febrero | 16:00   | Stib Morales       | 10         | 1         |
| Xelajú MC                                                                   | 2−1       | Malacateco       | Mario Camposeco         | 18 de febrero | 20:00   | Mario Escobar Toca | 2          | −         |
| Iztapa                                                                      | 2−1       | Antigua GFC      | El Morón                | 19 de febrero | 12:00   | Julio Luna         | 6          | −         |
| Guastatoya                                                                  | 3−0       | Achuapa          | David Cordón Hichos     | 19 de febrero | 14:30   | Walter López       | 4          | 1         |
| Goles: 13 (2.16 por partido) \| Tarjetas amarillas: 34 \| Tarjetas rojas: 2 |           |                  |                         |               |         |                    |            |           |

| Fecha 8                                                                    | Fecha 8   | Fecha 8          | Fecha 8             | Fecha 8       | Fecha 8 | Fecha 8           | Fecha 8    | Fecha 8   |
| Local                                                                      | Resultado | Visitante        | Estadio             | Fecha         | Hora    | Árbitro           | Amonestado | Expulsado |
| -------------------------------------------------------------------------- | --------- | ---------------- | ------------------- | ------------- | ------- | ----------------- | ---------- | --------- |
| Guastatoya                                                                 | 1−0       | Santa Lucía      | David Cordón Hichos | 22 de febrero | 14:30   | Edras Cardoza     | 3          | −         |
| Cobán Imperial                                                             | 0−1       | Xelajú MC        | Verapaz             | 22 de febrero | 15:30   | Walter López      | 8          | 2         |
| Achuapa                                                                    | 4−2       | Xinabajul Huehue | El Cóndor           | 22 de febrero | 19:00   | Julio Luna        | 6          | 1         |
| Malacateco                                                                 | 2−2       | Municipal        | Santa Lucía         | 22 de febrero | 19:00   | Cristhofer Corado | 2          | −         |
| Antigua GFC                                                                | 2−1       | Mixco            | Municipal de Tecpán | 22 de febrero | 20:00   | Wildomar Ramírez  | 12         | −         |
| Comunicaciones                                                             | 4−2       | Iztapa           | Carlos Salazar Hijo | 23 de febrero | 15:30   | Stib Morales      | 5          | −         |
| Goles: 21 (3.5 por partido) \| Tarjetas amarillas: 36 \| Tarjetas rojas: 3 |           |                  |                     |               |         |                   |            |           |

| Fecha 9                                                                 | Fecha 9   | Fecha 9        | Fecha 9                 | Fecha 9       | Fecha 9 | Fecha 9           | Fecha 9    | Fecha 9   |
| Local                                                                   | Resultado | Visitante      | Estadio                 | Fecha         | Hora    | Árbitro           | Amonestado | Expulsado |
| ----------------------------------------------------------------------- | --------- | -------------- | ----------------------- | ------------- | ------- | ----------------- | ---------- | --------- |
| Santa Lucía                                                             | 1−0       | Achuapa        | Cotzumalguapa           | 25 de febrero | 11:00   | Bryan López       | 6          | −         |
| Municipal                                                               | 1−0       | Cobán Imperial | El Trébol               | 25 de febrero | 15:00   | Julio Luna        | 7          | −         |
| Xelajú MC                                                               | 0−0       | Antigua GFC    | Mario Camposeco         | 25 de febrero | 20:00   | Cristhofer Corado | 7          | −         |
| Iztapa                                                                  | 1−1       | Guastatoya     | El Morón                | 26 de febrero | 12:00   | Wildomar Ramírez  | 7          | 1         |
| Mixco                                                                   | 0−0       | Comunicaciones | Santo Domingo de Guzmán | 26 de febrero | 16:00   | Walter López      | 8          | 1         |
| Xinabajul Huehue                                                        | 1−1       | Malacateco     | Los Cuchumatanes        | 26 de febrero | 17:00   | Stib Morales      | 15         | −         |
| Goles: 6 (1 por partido) \| Tarjetas amarillas: 50 \| Tarjetas rojas: 2 |           |                |                         |               |         |                   |            |           |

| Fecha 10                                                                 | Fecha 10  | Fecha 10         | Fecha 10            | Fecha 10   | Fecha 10 | Fecha 10           | Fecha 10   | Fecha 10  |
| Local                                                                    | Resultado | Visitante        | Estadio             | Fecha      | Hora     | Árbitro            | Amonestado | Expulsado |
| ------------------------------------------------------------------------ | --------- | ---------------- | ------------------- | ---------- | -------- | ------------------ | ---------- | --------- |
| Guastatoya                                                               | 3−0       | Mixco            | David Cordón Hichos | 1 de marzo | 11:00    | Bryan López        | 3          | −         |
| Santa Lucía                                                              | 1−2       | Iztapa           | Cotzumalguapa       | 1 de marzo | 11:00    | Armando Reyna      | 3          | −         |
| Cobán Imperial                                                           | 1−1       | Xinabajul Huehue | Verapaz             | 1 de marzo | 15:00    | Mario Escobar Toca | 7          | 1         |
| Achuapa                                                                  | 4−3       | Malacateco       | El Cóndor           | 1 de marzo | 15:30    | Walter López       | 3          | −         |
| Comunicaciones                                                           | 0−0       | Xelajú MC        | Nacional            | 1 de marzo | 19:00    | Kevin Cacao        | 6          | 1         |
| Antigua GFC                                                              | 2−1       | Municipal        | Pensativo           | 1 de marzo | 21:00    | Ignacio Fuentes    | 6          | 1         |
| Goles: 18 (3 por partido) \| Tarjetas amarillas: 28 \| Tarjetas rojas: 3 |           |                  |                     |            |          |                    |            |           |

| Fecha 11                                                                    | Fecha 11  | Fecha 11       | Fecha 11                | Fecha 11   | Fecha 11 | Fecha 11           | Fecha 11   | Fecha 11  |
| Local                                                                       | Resultado | Visitante      | Estadio                 | Fecha      | Hora     | Árbitro            | Amonestado | Expulsado |
| --------------------------------------------------------------------------- | --------- | -------------- | ----------------------- | ---------- | -------- | ------------------ | ---------- | --------- |
| Municipal                                                                   | 3−3       | Comunicaciones | El Trébol               | 4 de marzo | 15:00    | Bryan López        | 2          | −         |
| Mixco                                                                       | 1−0       | Santa Lucía    | Santo Domingo de Guzmán | 4 de marzo | 16:00    | Mario Escobar Toca | 2          | −         |
| Xelajú MC                                                                   | 0−0       | Guastatoya     | Mario Camposeco         | 4 de marzo | 20:00    | Walter López       | 6          | 1         |
| Malacateco                                                                  | 0−1       | Cobán Imperial | Santa Lucía             | 5 de marzo | 12:00    | Armando Reyna      | 5          | 1         |
| Iztapa                                                                      | 4−0       | Achuapa        | El Morón                | 5 de marzo | 12:00    | Ignacio Fuentes    | 1          | −         |
| Xinabajul Huehue                                                            | 3−1       | Antigua GFC    | Los Cuchumatanes        | 5 de marzo | 17:00    | Wildomar Ramírez   | 4          | 1         |
| Goles: 16 (2.67 por partido) \| Tarjetas amarillas: 20 \| Tarjetas rojas: 3 |           |                |                         |            |          |                    |            |           |

| Fecha 12                                                                    | Fecha 12  | Fecha 12       | Fecha 12                | Fecha 12    | Fecha 12 | Fecha 12           | Fecha 12   | Fecha 12  |
| Local                                                                       | Resultado | Visitante      | Estadio                 | Fecha       | Hora     | Árbitro            | Amonestado | Expulsado |
| --------------------------------------------------------------------------- | --------- | -------------- | ----------------------- | ----------- | -------- | ------------------ | ---------- | --------- |
| Xinabajul Huehue                                                            | 2−1       | Comunicaciones | Los Cuchumatanes        | 8 de marzo  | 20:00    | Cristhofer Corado  | 10         | −         |
| Mixco                                                                       | 4−2       | Iztapa         | Santo Domingo de Guzmán | 11 de marzo | 16:00    | Walter López       | 5          | 1         |
| Xelajú MC                                                                   | 1−0       | Santa Lucía    | Mario Camposeco         | 11 de marzo | 20:00    | Bryan López        | 5          | −         |
| Cobán Imperial                                                              | 1−2       | Achuapa        | Verapaz                 | 12 de marzo | 15:30    | Wildomar Ramírez   | 7          | −         |
| Municipal                                                                   | 1−0       | Guastatoya     | El Trébol               | 12 de abril | 12:30    | Mario Escobar Toca | 5          | −         |
| Malacateco                                                                  | 1−2       | Antigua GFC    | Santa Lucía             | 26 de abril | 12:00    | Armando Reyna      | 8          | −         |
| Goles: 17 (2.83 por partido) \| Tarjetas amarillas: 40 \| Tarjetas rojas: 1 |           |                |                         |             |          |                    |            |           |

| Fecha 13                                                                    | Fecha 13  | Fecha 13         | Fecha 13            | Fecha 13    | Fecha 13 | Fecha 13           | Fecha 13   | Fecha 13  |
| Local                                                                       | Resultado | Visitante        | Estadio             | Fecha       | Hora     | Árbitro            | Amonestado | Expulsado |
| --------------------------------------------------------------------------- | --------- | ---------------- | ------------------- | ----------- | -------- | ------------------ | ---------- | --------- |
| Guastatoya                                                                  | 4−1       | Xinabajul Huehue | David Cordón Hichos | 19 de marzo | 11:00    | Armando Reyna      | 2          | −         |
| Iztapa                                                                      | 1−1       | Xelajú MC        | El Morón            | 19 de marzo | 12:00    | Mario Escobar Toca | 2          | −         |
| Achuapa                                                                     | 1−0       | Mixco            | El Cóndor           | 19 de marzo | 15:00    | Bryan López        | 6          | 1         |
| Comunicaciones                                                              | 2−2       | Malacateco       | Nacional            | 12 de abril | 18:00    | Ignacio Fuentes    | 7          | 2         |
| Antigua GFC                                                                 | 1−1       | Cobán Imperial   | Pensativo           | 12 de abril | 20:00    | Cristhofer Corado  | 6          | −         |
| Santa Lucía                                                                 | 0−4       | Municipal        | Cotzumalguapa       | 26 de abril | 11:00    | Mario Noriega      | 1          | −         |
| Goles: 18 (3.00 por partido) \| Tarjetas amarillas: 24 \| Tarjetas rojas: 3 |           |                  |                     |             |          |                    |            |           |

| Fecha 14                                                                    | Fecha 14  | Fecha 14       | Fecha 14         | Fecha 14    | Fecha 14 | Fecha 14         | Fecha 14   | Fecha 14  |
| Local                                                                       | Resultado | Visitante      | Estadio          | Fecha       | Hora     | Árbitro          | Amonestado | Expulsado |
| --------------------------------------------------------------------------- | --------- | -------------- | ---------------- | ----------- | -------- | ---------------- | ---------- | --------- |
| Xelajú MC                                                                   | 0−0       | Mixco          | Mario Camposeco  | 22 de marzo | 20:00    | Kevin Cacao      | 3          | −         |
| Malacateco                                                                  | 0−0       | Guastatoya     | Santa Lucía      | 25 de marzo | 19:00    | Mario Noriega    | 6          | −         |
| Xinabajul Huehue                                                            | 5−2       | Santa Lucía    | Los Cuchumatanes | 26 de marzo | 17:30    | Edras Cardoza    | 4          | 2         |
| Achuapa                                                                     | 0−0       | Antigua GFC    | El Cóndor        | 29 de marzo | 15:00    | Armando Reyna    | 3          | −         |
| Municipal                                                                   | 4−0       | Iztapa         | El Trébol        | 3 de mayo   | 15:00    | Wildomar Ramírez | 2          | −         |
| Cobán Imperial                                                              | 1−1       | Comunicaciones | Verapaz          | 3 de mayo   | 15:30    | Stib Morales     | 7          | 2         |
| Goles: 13 (2.16 por partido) \| Tarjetas amarillas: 25 \| Tarjetas rojas: 4 |           |                |                  |             |          |                  |            |           |

| Fecha 15                                                                   | Fecha 15  | Fecha 15         | Fecha 15                | Fecha 15   | Fecha 15 | Fecha 15           | Fecha 15   | Fecha 15  |
| Local                                                                      | Resultado | Visitante        | Estadio                 | Fecha      | Hora     | Árbitro            | Amonestado | Expulsado |
| -------------------------------------------------------------------------- | --------- | ---------------- | ----------------------- | ---------- | -------- | ------------------ | ---------- | --------- |
| Santa Lucía                                                                | 2−1       | Malacateco       | Cotzumalguapa           | 1 de abril | 11:00    | Cristhofer Corado  | −          | −         |
| Guastatoya                                                                 | 0−0       | Cobán Imperial   | David Cordón Hichos     | 1 de abril | 11:00    | Ignacio Fuentes    | 3          | 1         |
| Mixco                                                                      | 3−1       | Municipal        | Santo Domingo de Guzmán | 1 de abril | 16:00    | Mario Escobar Toca | 5          | 1         |
| Comunicaciones                                                             | 4−0       | Antigua GFC      | Nacional                | 1 de abril | 18:00    | Walter López       | 4          | −         |
| Xelajú MC                                                                  | 6−1       | Achuapa          | Mario Camposeco         | 1 de abril | 20:00    | Mario Noriega      | 2          | 1         |
| Iztapa                                                                     | 1−2       | Xinabajul Huehue | El Morón                | 2 de abril | 11:00    | Julio Luna         | 3          | −         |
| Goles: 21 (3.5 por partido) \| Tarjetas amarillas: 17 \| Tarjetas rojas: 3 |           |                  |                         |            |          |                    |            |           |

| Fecha 16                                                                  | Fecha 16  | Fecha 16       | Fecha 16         | Fecha 16   | Fecha 16 | Fecha 16           | Fecha 16   | Fecha 16  |
| Local                                                                     | Resultado | Visitante      | Estadio          | Fecha      | Hora     | Árbitro            | Amonestado | Expulsado |
| ------------------------------------------------------------------------- | --------- | -------------- | ---------------- | ---------- | -------- | ------------------ | ---------- | --------- |
| Malacateco                                                                | 1−0       | Iztapa         | Santa Lucía      | 5 de abril | 12:00    | Walter Lópeez      | 4          | −         |
| Municipal                                                                 | 1−0       | Xelajú MC      | El Trébol        | 5 de abril | 12:30    | Cristhofer Corado  | 6          | −         |
| Achuapa                                                                   | 0−2       | Comunicaciones | El Cóndor        | 5 de abril | 15:00    | Mario Escobar Toca | 3          | −         |
| Cobán Imperial                                                            | 1−0       | Santa Lucía    | Verapaz          | 5 de abril | 15:30    | Stib Morales       | 7          | −         |
| Xinabajul Huehue                                                          | 0−0       | Mixco          | Los Cuchumatanes | 5 de abril | 17:00    | Ignacio Fuentes    | 6          | −         |
| Antigua GFC                                                               | 3−1       | Guastatoya     | Pensativo        | 5 de abril | 20:00    | Wildomar Ramírez   | 2          | −         |
| Goles: 9 (1.5 por partido) \| Tarjetas amarillas: 28 \| Tarjetas rojas: 0 |           |                |                  |            |          |                    |            |           |

| Fecha 17                                                                    | Fecha 17  | Fecha 17         | Fecha 17                | Fecha 17   | Fecha 17 | Fecha 17           | Fecha 17   | Fecha 17  |
| Local                                                                       | Resultado | Visitante        | Estadio                 | Fecha      | Hora     | Árbitro            | Amonestado | Expulsado |
| --------------------------------------------------------------------------- | --------- | ---------------- | ----------------------- | ---------- | -------- | ------------------ | ---------- | --------- |
| Santa Lucía                                                                 | 1−1       | Antigua GFC      | Cotzumalguapa           | 8 de abril | 11:00    | Ignacio Fuentes    | 1          | −         |
| Municipal                                                                   | 5−1       | Achuapa          | El Trébol               | 8 de abril | 15:00    | Stib Morales       | 2          | −         |
| Mixco                                                                       | 1−0       | Malacateco       | Santo Domingo de Guzmán | 8 de abril | 16:00    | Kevin Cacao        | 7          | 3         |
| Xelajú MC                                                                   | 0−0       | Xinabajul Huehue | Mario Camposeco         | 8 de abril | 20:00    | Wildomar Ramírez   | 9          | 1         |
| Guastatoya                                                                  | 1−1       | Comunicaciones   | David Cordón Hichos     | 9 de abril | 11:00    | Cristhofer Corado  | 5          | −         |
| Iztapa                                                                      | 0−3       | Cobán Imperial   | El Morón                | 9 de abril | 12:00    | Mario Escobar Toca | 5          | −         |
| Goles: 14 (2.33 por partido) \| Tarjetas amarillas: 29 \| Tarjetas rojas: 4 |           |                  |                         |            |          |                    |            |           |

| Fecha 18                                                                    | Fecha 18  | Fecha 18    | Fecha 18         | Fecha 18    | Fecha 18 | Fecha 18           | Fecha 18   | Fecha 18  |
| Local                                                                       | Resultado | Visitante   | Estadio          | Fecha       | Hora     | Árbitro            | Amonestado | Expulsado |
| --------------------------------------------------------------------------- | --------- | ----------- | ---------------- | ----------- | -------- | ------------------ | ---------- | --------- |
| Achuapa                                                                     | 3−2       | Guastatoya  | El Cóndor        | 15 de abril | 15:00    | Ignacio Fuentes    | 2          | −         |
| Comunicaciones                                                              | 3−1       | Santa Lucía | Nacional         | 15 de abril | 18:00    | Kevin Cacao        | 8          | 1         |
| Antigua GFC                                                                 | 5−2       | Iztapa      | Pensativo        | 15 de abril | 20:00    | Bryan López        | 4          | −         |
| Malacateco                                                                  | 1−1       | Xelajú MC   | Santa Lucía      | 16 de abril | 12:00    | Mario Escobar Toca | −          | −         |
| Cobán Imperial                                                              | 0−1       | Mixco       | Verapaz          | 16 de abril | 15:30    | Armando Reina      | 3          | 1         |
| Xinabajul Huehue                                                            | 1−2       | Municipal   | Los Cuchumatanes | 16 de abril | 17:00    | Cristhofer Corado  | 8          | 1         |
| Goles: 22 (3.67 por partido) \| Tarjetas amarillas: 25 \| Tarjetas rojas: 3 |           |             |                  |             |          |                    |            |           |

| Fecha 19                                                                    | Fecha 19  | Fecha 19       | Fecha 19                | Fecha 19    | Fecha 19 | Fecha 19           | Fecha 19   | Fecha 19  |
| Local                                                                       | Resultado | Visitante      | Estadio                 | Fecha       | Hora     | Árbitro            | Amonestado | Expulsado |
| --------------------------------------------------------------------------- | --------- | -------------- | ----------------------- | ----------- | -------- | ------------------ | ---------- | --------- |
| Iztapa                                                                      | 1−5       | Comunicaciones | El Morón                | 19 de abril | 12:00    | Armando Reyna      | 7          | −         |
| Municipal                                                                   | 2−1       | Malacateco     | El Trébol               | 19 de abril | 12:30    | Julio Luna         | 3          | −         |
| Santa Lucía                                                                 | 2−1       | Guastatoya     | Cotzumalguapa           | 19 de abril | 14:00    | Cristhofer Corado  | 3          | 1         |
| Mixco                                                                       | 1−2       | Antigua GFC    | Santo Domingo de Guzmán | 19 de abril | 16:00    | Mario Escobar Toca | 5          | 1         |
| Xinabajul Huehue                                                            | 1−1       | Achuapa        | Los Cuchumatanes        | 19 de abril | 17:00    | Kevin Cacao        | 5          | −         |
| Xelajú MC                                                                   | 1−1       | Cobán Imperial | Mario Camposeco         | 19 de abril | 20:00    | Stib Morales       | 11         | 1         |
| Goles: 19 (3.17 por partido) \| Tarjetas amarillas: 34 \| Tarjetas rojas: 3 |           |                |                         |             |          |                    |            |           |

| Fecha 20                                                                    | Fecha 20  | Fecha 20         | Fecha 20            | Fecha 20    | Fecha 20 | Fecha 20           | Fecha 20   | Fecha 20  |
| Local                                                                       | Resultado | Visitante        | Estadio             | Fecha       | Hora     | Árbitro            | Amonestado | Expulsado |
| --------------------------------------------------------------------------- | --------- | ---------------- | ------------------- | ----------- | -------- | ------------------ | ---------- | --------- |
| Comunicaciones                                                              | 1−0       | Mixco            | Nacional            | 22 de abril | 18:00    | Cristhofer Corado  | 5          | 1         |
| Malacateco                                                                  | 3−0       | Xinabajul Huehue | Santa Lucía         | 22 de abril | 19:00    | Bryan López        | 5          | 1         |
| Antigua GFC                                                                 | 1−3       | Xelajú MC        | Pensativo           | 22 de abril | 19:00    | Walter López       | 8          | 1         |
| Guastatoya                                                                  | 1−1       | Iztapa           | David Cordón Hichos | 23 de abril | 11:00    | Kevin Cacao        | 2          | −         |
| Achuapa                                                                     | 1−0       | Santa Lucía      | El Cóndor           | 23 de abril | 12:00    | Armando Reyna      | 6          | −         |
| Cobán Imperial                                                              | 0−2       | Municipal        | Verapaz             | 23 de abril | 15:00    | Mario Escobar Toca | 5          | 1         |
| Goles: 13 (2.17 por partido) \| Tarjetas amarillas: 31 \| Tarjetas rojas: 4 |           |                  |                     |             |          |                    |            |           |

| Fecha 21                                                                    | Fecha 21  | Fecha 21       | Fecha 21                | Fecha 21    | Fecha 21 | Fecha 21           | Fecha 21   | Fecha 21  |
| Local                                                                       | Resultado | Visitante      | Estadio                 | Fecha       | Hora     | Árbitro            | Amonestado | Expulsado |
| --------------------------------------------------------------------------- | --------- | -------------- | ----------------------- | ----------- | -------- | ------------------ | ---------- | --------- |
| Municipal                                                                   | 4−0       | Antigua GFC    | El Trébol               | 29 de abril | 15:00    | Bryan López        | 12         | 2         |
| Mixco                                                                       | 1−1       | Guastatoya     | Santo Domingo de Guzmán | 29 de abril | 16:00    | Armando Reyna      | 5          | −         |
| Xelajú MC                                                                   | 1−2       | Comunicaciones | Mario Camposeco         | 29 de abril | 20:00    | Mario Escobar Toca | 7          | 1         |
| Iztapa                                                                      | 1−0       | Santa Lucía    | El Morón                | 30 de abril | 11:00    | Ignacio Fuentes    | 7          | 1         |
| Malacateco                                                                  | 0−0       | Achuapa        | Santa Lucía             | 30 de abril | 12:00    | Wildomar Ramírez   | 3          | 1         |
| Xinabajul Huehue                                                            | 0−1       | Cobán Imperial | Los Cuchumatanes        | 30 de abril | 17:00    | Julio Luna         | 6          | −         |
| Goles: 11 (1.83 por partido) \| Tarjetas amarillas: 40 \| Tarjetas rojas: 5 |           |                |                         |             |          |                    |            |           |

| Fecha 22                                                                 | Fecha 22  | Fecha 22         | Fecha 22            | Fecha 22  | Fecha 22 | Fecha 22           | Fecha 22   | Fecha 22  |
| Local                                                                    | Resultado | Visitante        | Estadio             | Fecha     | Hora     | Árbitro            | Amonestado | Expulsado |
| ------------------------------------------------------------------------ | --------- | ---------------- | ------------------- | --------- | -------- | ------------------ | ---------- | --------- |
| Cobán Imperial                                                           | 2−0       | Malacateco       | Verapaz             | 7 de mayo | 11:00    | Mario Noriega      | 2          | −         |
| Antigua GFC                                                              | 1−3       | Xinabajul Huehue | Pensativo           | 7 de mayo | 11:00    | Wildomar Ramírez   | 3          | 1         |
| Santa Lucía                                                              | 0−0       | Mixco            | Cotzumalguapa       | 7 de mayo | 11:00    | Julio Luna         | 4          | −         |
| Achuapa                                                                  | 5−3       | Iztapa           | El Cóndor           | 7 de mayo | 11:00    | Mario Escobar Toca | 1          | −         |
| Comunicaciones                                                           | 1−0       | Municipal        | Nacional            | 7 de mayo | 11:00    | Armando Reyna      | 7          | −         |
| Guastatoya                                                               | 0−3       | Xelajú MC        | David Cordón Hichos | 7 de mayo | 11:00    | Bryan López        | 4          | −         |
| Goles: 18 (3 por partido) \| Tarjetas amarillas: 21 \| Tarjetas rojas: 1 |           |                  |                     |           |          |                    |            |           |

## Estadísticas individuales
| N. | Jugador         | Goles | Minutos | MPG    | Equipo         |
| -- | --------------- | ----- | ------- | ------ | -------------- |
|    | Matías Rotondi  | 14    | 1163    | 83:43  | Municipal      |
| 2  | Azarias Londoño | 9     | 1244    | 138:13 | Comunicaciones |
| 3  | Érick Lemus     | 8     | 1177    | 147:08 | Achuapa        |
| 4  | Yasnier Matos   | 8     | 1291    | 161:22 | Municipal      |
| 5  | Óscar Villa     | 8     | 1470    | 183:45 | Xelajú MC      |

| N. | Jugador             | Juegos | Goles | Promedio | Equipo         |
| -- | ------------------- | ------ | ----- | -------- | -------------- |
|    | José Calderón Frías | 21     | 10    | 0.48     | Xelajú MC      |
| 2  | Fredy Pérez         | 21     | 15    | 0.71     | Comunicaciones |
| 3  | Minor Álvarez       | 21     | 15    | 0.71     | Cobán Imperial |
| 4  | Kevin Moscoso       | 21     | 19    | 0.90     | Mixco          |
| 5  | Kénderson Navarro   | 21     | 19    | 0.90     | Municipal      |

## Fase final

### Cuadro
|  | Cuartos de final 10 y 11 de mayo (ida) 13 y 14 de mayo (vuelta) | Cuartos de final 10 y 11 de mayo (ida) 13 y 14 de mayo (vuelta) | Cuartos de final 10 y 11 de mayo (ida) 13 y 14 de mayo (vuelta) | Cuartos de final 10 y 11 de mayo (ida) 13 y 14 de mayo (vuelta) | Cuartos de final 10 y 11 de mayo (ida) 13 y 14 de mayo (vuelta) |   |       | Semifinales 17 y 18 de mayo (ida) 20 y 21 de mayo (vuelta) | Semifinales 17 y 18 de mayo (ida) 20 y 21 de mayo (vuelta) | Semifinales 17 y 18 de mayo (ida) 20 y 21 de mayo (vuelta) | Semifinales 17 y 18 de mayo (ida) 20 y 21 de mayo (vuelta) | Semifinales 17 y 18 de mayo (ida) 20 y 21 de mayo (vuelta) |  |   | Finales 24 o 25 de mayo (ida) 27 o 28 de mayo (vuelta) | Finales 24 o 25 de mayo (ida) 27 o 28 de mayo (vuelta) | Finales 24 o 25 de mayo (ida) 27 o 28 de mayo (vuelta) | Finales 24 o 25 de mayo (ida) 27 o 28 de mayo (vuelta) | Finales 24 o 25 de mayo (ida) 27 o 28 de mayo (vuelta) |  |
|  |                                                                 |                                                                 |                                                                 |                                                                 |                                                                 |   |       |                                                            |                                                            |                                                            |                                                            |                                                            |  |   |                                                        |                                                        |                                                        |                                                        |                                                        |  |
|  |                                                                 |                                                                 |                                                                 |                                                                 |                                                                 |   |       |                                                            |                                                            |                                                            |                                                            |                                                            |  |   |                                                        |                                                        |                                                        |                                                        |                                                        |  |
|  | 3                                                               | Xelajú MC                                                       | 1                                                               | 1                                                               | 2                                                               |   |       |                                                            |                                                            |                                                            |                                                            |                                                            |  |   |                                                        |                                                        |                                                        |                                                        |                                                        |  |
|  | 3                                                               | Xelajú MC                                                       | 1                                                               | 1                                                               | 2                                                               |   |       |                                                            |                                                            |                                                            |                                                            |                                                            |  |   |                                                        |                                                        |                                                        |                                                        |                                                        |  |
|  | 6                                                               | Deportivo Mixco                                                 | 0                                                               | 1                                                               | 1                                                               |   |       |                                                            |                                                            |                                                            |                                                            |                                                            |  |   |                                                        |                                                        |                                                        |                                                        |                                                        |  |
|  | 6                                                               | Deportivo Mixco                                                 | 0                                                               | 1                                                               | 1                                                               |   | 3     | Xelajú MC                                                  | 1                                                          | 2                                                          | 3                                                          |                                                            |  |   |                                                        |                                                        |                                                        |                                                        |                                                        |  |
|  |                                                                 |                                                                 |                                                                 |                                                                 |                                                                 |   | 3     | Xelajú MC                                                  | 1                                                          | 2                                                          | 3                                                          |                                                            |  |   |                                                        |                                                        |                                                        |                                                        |                                                        |  |
|  |                                                                 |                                                                 | 5                                                               | Guastatoya                                                      | 1                                                               | 1 | 2     |                                                            |                                                            |                                                            |                                                            |                                                            |  |   |                                                        |                                                        |                                                        |                                                        |                                                        |  |
|  | 4                                                               | Xinabajul                                                       | 5                                                               | Guastatoya                                                      | 1                                                               | 1 | 2     | 0                                                          | 1                                                          | 1                                                          |                                                            |                                                            |  |   |                                                        |                                                        |                                                        |                                                        |                                                        |  |
|  | 4                                                               | Xinabajul                                                       |                                                                 |                                                                 |                                                                 |   |       |                                                            |                                                            | 1                                                          |                                                            |                                                            |  |   |                                                        |                                                        |                                                        |                                                        |                                                        |  |
|  | 5                                                               | Guastatoya                                                      | 2                                                               | 0                                                               | 2                                                               |   |       |                                                            |                                                            |                                                            |                                                            |                                                            |  |   |                                                        |                                                        |                                                        |                                                        |                                                        |  |
|  | 5                                                               | Guastatoya                                                      | 2                                                               | 0                                                               | 2                                                               |   |       |                                                            |                                                            |                                                            |                                                            |                                                            |  | 3 | Xelajú MC                                              | 0                                                      | 3                                                      | 3                                                      |                                                        |  |
|  |                                                                 |                                                                 |                                                                 |                                                                 |                                                                 |   |       |                                                            |                                                            |                                                            |                                                            |                                                            |  | 3 | Xelajú MC                                              | 0                                                      | 3                                                      | 3                                                      |                                                        |  |
|  |                                                                 |                                                                 | 7                                                               | Antigua GFC                                                     | 2                                                               | 0 | 2     |                                                            |                                                            |                                                            |                                                            |                                                            |  |   |                                                        |                                                        |                                                        |                                                        |                                                        |  |
|  | 1                                                               | Comunicaciones                                                  | 7                                                               | Antigua GFC                                                     | 2                                                               | 0 | 2     | 0                                                          | 4                                                          | 4                                                          |                                                            |                                                            |  |   |                                                        |                                                        |                                                        |                                                        |                                                        |  |
|  | 1                                                               | Comunicaciones                                                  |                                                                 |                                                                 |                                                                 |   |       |                                                            |                                                            | 4                                                          |                                                            |                                                            |  |   |                                                        |                                                        |                                                        |                                                        |                                                        |  |
|  | 8                                                               | Achuapa                                                         | 2                                                               | 1                                                               | 3                                                               |   |       |                                                            |                                                            |                                                            |                                                            |                                                            |  |   |                                                        |                                                        |                                                        |                                                        |                                                        |  |
|  | 8                                                               | Achuapa                                                         | 2                                                               | 1                                                               | 3                                                               |   | 1     | Comunicaciones                                             | 0                                                          | 1                                                          | 1 (2)                                                      |                                                            |  |   |                                                        |                                                        |                                                        |                                                        |                                                        |  |
|  |                                                                 |                                                                 |                                                                 |                                                                 |                                                                 |   | 1     | Comunicaciones                                             | 0                                                          | 1                                                          | 1 (2)                                                      |                                                            |  |   |                                                        |                                                        |                                                        |                                                        |                                                        |  |
|  |                                                                 |                                                                 | 7                                                               | Antigua GFC                                                     | 0                                                               | 1 | 1 (3) |                                                            |                                                            |                                                            |                                                            |                                                            |  |   |                                                        |                                                        |                                                        |                                                        |                                                        |  |
|  | 2                                                               | Municipal                                                       | 7                                                               | Antigua GFC                                                     | 0                                                               | 1 | 1 (3) | 1                                                          | 2                                                          | 3 (1)                                                      |                                                            |                                                            |  |   |                                                        |                                                        |                                                        |                                                        |                                                        |  |
|  | 2                                                               | Municipal                                                       |                                                                 |                                                                 |                                                                 |   |       |                                                            |                                                            | 3 (1)                                                      |                                                            |                                                            |  |   |                                                        |                                                        |                                                        |                                                        |                                                        |  |
|  | 7                                                               | Antigua GFC                                                     | 2                                                               | 1                                                               | 3 (3)                                                           |   |       |                                                            |                                                            |                                                            |                                                            |                                                            |  |   |                                                        |                                                        |                                                        |                                                        |                                                        |  |
|  | 7                                                               | Antigua GFC                                                     | 2                                                               | 1                                                               | 3 (3)                                                           |   |       |                                                            |                                                            |                                                            |                                                            |                                                            |  |   |                                                        |                                                        |                                                        |                                                        |                                                        |  |
|  |                                                                 |                                                                 |                                                                 |                                                                 |                                                                 |   |       |                                                            |                                                            |                                                            |                                                            |                                                            |  |   |                                                        |                                                        |                                                        |                                                        |                                                        |  |

### Cuartos de final

#### Xinabajul - Guastatoya
| 10 de mayo de 2023, 11:00 | Guastatoya            | 2:0 (0:0) | Xinabajul | David Cordón Hichos, Guastatoya |                          |
|                           | Moran 56' · Ortiz 66' | Reporte   |           | Árbitro(s): Stib Morales        | Árbitro(s): Stib Morales |

| , 13 de mayo de 2023, 18:00 | Xinabajul         | 1:0 (0:0) | Guastatoya | Estadio Los Cuchumatanes, Huehuetenango |                               |
|                             | Tinoco 56' (pen.) | Reporte   |            | Árbitro(s): Cristopher Corado           | Árbitro(s): Cristopher Corado |

Guastatoya avanza a semifinales con un global de 2-1.

#### Xelajú MC - Mixco
| 10 de mayo de 2023, 16:00 | Deportivo Mixco | 0:1 (0:1) | Xelajú MC        | Estadio Santo Domingo, Mixco |                              |
|                           |                 | Reporte   | Lom 45+3' (pen.) | Árbitro(s): Wildomar Ramírez | Árbitro(s): Wildomar Ramírez |

| 13 de mayo de 2023, 20:00 | Xelajú MC   | 1:1 (1:1) | Deportivo Mixco | Estadio Mario Camposeco, Quetzaltenango |                           |
|                           | Cardona 27' | Reporte   | García 36'      | Árbitro(s): Armando Reyna               | Árbitro(s): Armando Reyna |

Xelajú MC avanza a semifinales con un global de 2-1.

#### Comunicaciones - Achuapa
| 11 de mayo de 2023, 15:30 | Achuapa                                      | 2:0 (2:0) | Comunicaciones | Estadio El Cóndor, Jutiapa |                         |
|                           | Erick Gonzales 23' (a.g.) · Kevin Bordón 35' | Reporte   |                | Árbitro(s): Bryan López    | Árbitro(s): Bryan López |

| , 14 de mayo de 2023, 18:00 | Comunicaciones                                 | 4:1 (1:0) | Achuapa         | Estadio Nacional, Ciudad de Guatemala |                              |
|                             | Londoño 27', 90+2' · Samayoa 93' · García 114' | Reporte   | 119' Mazariegos | Árbitro(s): Julio César Luna          | Árbitro(s): Julio César Luna |

Comunicaciones avanza a semifinales con un global de 4-3.

#### Municipal - Antigua GFC
| 11 de mayo de 2023, 19:00 | Antigua GFC | 2:1 (1:1) | Municipal | Estadio Pensativo, Antigua Guatemala |                          |
|                           |             | Reporte   |           | Árbitro(s): Walter López             | Árbitro(s): Walter López |

| 14 de mayo de 2023, 15:00 | Municipal                           | 2:1 (1:0) (1:3 p.)         | Antigua GFC                                   | El Trébol, Cobán          |                           |
|                           | Matos 49', 80' (pen.)               | Reporte                    | Bradley 68'                                   | Árbitro(s): Mario Escobar | Árbitro(s): Mario Escobar |
|                           |                                     | Tiros desde el punto penal |                                               |                           |                           |
|                           | Portillo · Martínez · Matos · Acuña |                            | Mena · Ardón · Castellanos · Robinson · Mejía |                           |                           |

Antigua GFC avanza a semifinales al ganar en la tanda de penales 3-1.

### Semifinales

#### Xelajú MC - Guastatoya
| 17 de mayo de 2023, 11:00 | Guastatoya | 1:1 (1:0) | Xelajú MC              | Estadio David Cordón Hichos, Guastatoya |                          |
|                           | Ortíz 26'  | Reporte   | Óscar Villa\|Villa 82' | Árbitro(s): Walter López                | Árbitro(s): Walter López |

| , 20 de mayo de 2023, 20:00 | Xelajú MC                         | 2:1 (1:0) | Guastatoya | Estadio Mario Camposeco, Quetzaltenango |                           |
|                             | Gutiérrez 7' (pen.) · Cardona 50' | Reporte   | 70' Vargas | Árbitro(s): Mario Escobar               | Árbitro(s): Mario Escobar |

Xelajú MC avanza a la final con un global de 3-2.

#### Comunicaciones - Antigua GFC
| 18 de mayo de 2023, 19:00 | Antigua GFC | 0:0     | Comunicaciones | Estadio Pensativo, Antigua Guatemala |                               |
|                           |             | Reporte |                | Árbitro(s): Cristopher Corado        | Árbitro(s): Cristopher Corado |

| 21 de mayo de 2023, 19:00 | Comunicaciones                                   | 1:1 (0:0) (2:3 p.)         | Antigua GFC                        | Estadio Nacional, Ciudad de Guatemala |                           |
|                           | Londoño 90+14'                                   | Reporte                    | 90+23' Hernández                   | Árbitro(s): Armando Reyna             | Árbitro(s): Armando Reyna |
|                           |                                                  | Tiros desde el punto penal |                                    |                                       |                           |
|                           | Aparicio · Londoño · Barreto · Samayoa · Lezcano |                            | Mena · Ardón · Hernández · Romário |                                       |                           |

Antigua GFC avanza a la final al ganar en la tanda de penales 3-2.

### Final
| 24 de mayo de 2023, 19:00 | Antigua GFC                        | 2:0 (0:0) | Xelajú MC | Estadio Pensativo, Antigua Guatemala |                               |
|                           | Hernández 88' · Mejía 90+4' (pen.) | Reporte   |           | Árbitro(s): Cristopher Corado        | Árbitro(s): Cristopher Corado |

| 27 de mayo de 2023, 20:00 | Xelajú MC                    | 3:0 (1:0) | Antigua GFC | Estadio Mario Camposeco, Quetzaltenango |                           |
|                           | Villa 16' · De León 72', 86' | Reporte   |             | Árbitro(s): Mario Escobar               | Árbitro(s): Mario Escobar |

### Campeón
| Campeón                                                           |
| Xelajú MC                                                         |
| 6.° título Clasificado a la Copa Centroamericana de Concacaf 2023 |

## Tabla acumulada
Obtenido de la sumatoria de puntos de las fases de clasificación de los dos torneos de la temporada 2022−23: el Torneo Apertura 2022 y esta competición. Determina la clasificación a torneos internacionales de los equipos no campeones, así como los descensos a Primera División.
El 10 de mayo, la competición anunció cambios en el proceso de clasificación, priorizando el tercer cupo al campeón de la tabla acumulada por sobre alguno de los subcampeones. Con ello, únicamente los equipos campeones y los mejores equipos de la temporada regular anual pueden clasificar. 
| Pos. | Equipo                        | Pts. | PJ | G  | E  | P  | GF | GC | Dif. | Clasificación             |
| ---- | ----------------------------- | ---- | -- | -- | -- | -- | -- | -- | ---- | ------------------------- |
| 1    | Comunicaciones                | 84   | 44 | 23 | 15 | 6  | 70 | 41 | +29  | Copa Centroamericana 2023 |
| 2    | Municipal                     | 76   | 44 | 22 | 10 | 12 | 75 | 43 | +32  |                           |
| 3    | Xelajú MC CC                  | 72   | 44 | 19 | 15 | 10 | 58 | 31 | +27  | Copa Centroamericana 2023 |
| 4    | Antigua GFC                   | 70   | 44 | 20 | 10 | 14 | 80 | 64 | +16  |                           |
| 5    | Cobán Imperial CA             | 64   | 44 | 17 | 13 | 14 | 51 | 44 | +7   | Copa Centroamericana 2023 |
| 6    | Guastatoya                    | 59   | 44 | 14 | 17 | 13 | 48 | 40 | +8   |                           |
| 7    | Xinabajul Huehue              | 57   | 44 | 15 | 12 | 17 | 50 | 58 | −8   |                           |
| 8    | Achuapa                       | 54   | 44 | 14 | 12 | 18 | 51 | 81 | −30  |                           |
| 9    | Malacateco                    | 50   | 44 | 13 | 11 | 20 | 52 | 62 | −10  |                           |
| 10   | Deportivo Mixco               | 48   | 44 | 10 | 18 | 16 | 43 | 55 | −12  |                           |
| 11   | Iztapa (D)                    | 47   | 44 | 12 | 11 | 21 | 61 | 84 | −23  | Primera División 2023-24  |
| 12   | Santa Lucía Cotzumalguapa (D) | 34   | 44 | 8  | 10 | 26 | 34 | 70 | −36  | Primera División 2023-24  |

Actualizado a los partidos jugados el 10 de mayo de 2023.
 Fuente: Página oficial
Criterios de clasificación: Puntos · Diferencia de goles · Goles a favor · Enfrentamiento directo

### Descendidos
|                           |                          |
| Santa Lucía Cotzumalguapa | Iztapa                   |
| Descendido el 16/04/2023  | Descendido el 07/05/2023 |

### Clasificado aCopa Centroamericana 2023
|                           |
| Comunicaciones            |
| Guatemala 3 - Líder anual |
| Clasificado el 10/05/2023 |